# Lavinia, markýza z Cholmondeley
Lavinia Margaret, markýza z Cholmondeley (9. září 1921 Londýn – 7. listopadu 2015 Cholmondeley, Chershire) byla ženou Hougha 6. markýze z Cholmondeley. Žila na zámku Cholmondeley, který za druhé světové války byl útočištěm československých vojáků.

## Život
Narodila se 9. září 1921 v Londýně jako Lavinia Margaret Leslieová plukovníku Johnu Lesliemu (1888–1965) a jeho ženě Margaret Nannette Helen Leslie (1891–1973), rozené Gillat. Lavinia navštěvovala školu Southover Manor nedaleko Lewes a poté studovala výtvarné umění ve Florencii.
V roce 1940, ve svých 18 letech, vstoupila jako zdravotní sestra do jednotky dobrovolné pomoci a byla přidělena ke královskému námořnictvu (1942–1946). Válku odsloužila na Cejlonu.
Lavinia Leslie se 14. července 1947 provdala za George Hugha Cholmondeleyho. První roky manželství strávili v Německu, kde její manžel působil u granátnické gardy, a poté se usadili na zámku Cholmondeley.  Hugh Cholmondeley se stal jeho dědicem po smrti svého otce v roce 1968.
Z tohoto manželství vzešly tři dcery a syn:
- Rose Aline Cholmondeleyová (* 20. března 1948); koncertní klavíristka, prezidentka Chopinovy společnosti (Chopin Society) ve Velké Británii, vyznamenána polskou vládou medailí za zásluhy o kulturu – Gloria Artis[6]
- Margot Lavinia Cholmondeleyová (* 27. ledna 1950); provdána za Waltera Anthonyho Hustona (rozvedena), má děti, mimo jiné herce Jacka Hustona[7]
- Caroline Mary Cholmondeleyová (* 10. dubna 1952); provdaná za Rodolpha Frederica d'Erlangera (syna bankéře Lea Frédérica Alfreda barona d'Erlangera), má potomky[8]
- David George Philip Cholmondeley (* 27. června 1960), 7. markýz z Cholmondeley

Lavinia se zasloužila o rekonstrukci novogotického zámku a o proměnu rozsáhlé zahrady. Byla patronkou English Pocket Opera Company, společnosti, která pořádala koncerty na zámku. Byla patronkou hospice svatého Lukáše.
Za úpravu zahrad, parku a arboreta získala ocenění Garden Owners Award od Professional Gardens Guild.
Zemřela 7. listopadu 2015 na zámku Cholmondeley ve věku 94 let.